# Момиче за един сезон
„Момиче за един сезон“ (на английски: Fever Pitch) е американска романтична комедия от 2005 г. на братя Фарели. Във филма участват Дрю Баримор и Джими Фалън. Филмът е римейк на „Футболна треска“ от 1997 година.